# Утарово
Ута́рово (баш. Утар) — село в Бакалинском районе Республики Башкортостан Российской Федерации. Входит в состав Михайловского сельсовета.

## География

### Географическое положение
Расстояние до:
- районного центра (Бакалы): 25 км,
- центра сельсовета (Михайловка): 8 км,
- ближайшей ж/д. станции (Туймазы): 57 км.

## Население
| 2002 | 2009 | 2010 |
| ---- | ---- | ---- |
| 244  | ↗246 | ↘207 |

### Национальный состав
Согласно переписи 2002 года, преобладающая национальность — кряшены (84 %).